# L'Étrange Festival 2021
L'Étrange Festival 2021, 27e édition du festival, se déroule du 8 au 19 septembre 2021.

## Déroulement et faits marquants
La programmation est révélée le 9 août 2021.
Le palmarès est dévoilé le 19 septembre 2021 : le Grand Prix Nouveau Genre est décerné au film The Innocents d'Eskil Vogt et le prix du public est remis à Mad God de Phil Tippett.

## Sélection

### En compétition
- Prisoners of the Ghostland de Sion Sono
- Ultrasound de Rob Schroeder
- Lamb de Valdimar Jóhannsson
- After Blue (Paradis sale) de Bertrand Mandico
- Offseason de Mickey Keating
- Tin Can de Seth A. Smith
- Inexorable de Fabrice Du Welz
- The Innocents d'Eskil Vogt
- Limbo de Soi Cheang
- Mad God de Phil Tippett
- On the Job : The Missing 8 de Erik Matti
- Sweetie, You Won’t Believe It de Ernar Nurgaliev

### Ouverture
- Les Grandes Vacances de Vincent Patar et Stéphane Aubier
- Barbaque de Fabrice Éboué

### Clôture
- Raging Fire de Benny Chan

### Mondovision
- Ulbolsyn de Adilkhan Yerzhanov
- Yellow Cat de Adilkhan Yerzhanov
- The Spine of Night de Philip Gelatt et Morgan Galen King
- Oranges sanguines de Jean-Christophe Meurisse
- Bruno Reidal de Vincent Le Port
- La Fièvre de Petrov de Kirill Serebrennikov
- The Spine of Night de Philip Gelatt et Morgan Galen King
- Extraneous Matter de Kenichi Ugana + Fou de Bassan de Yann Gonzalez
- Saloum de Jean Luc Herbulot
- Coffin Homes de Fruit Chan

### Nouveaux talents
- Il était une fois Palilula de Adilkhan Yerzhanov
- Le Jour du fléau de John Schlesinger
- Les nains aussi ont commencé petits de Werner Herzog
- If.... de  Lindsay Anderson
- Pasqualino de Lina Wertmüller

### Pépites de L'Étrange
- La Femme qui poursuit le papillon mortel de Kim-Ki Young
- L'Étang du démon de Masahiro Shinoda
- The Baby de Ted Post
- Les Poissons morts de  Michael Synek
- Jaloux comme un tigre de Darry Cowl

### Carte Blanche àLynne Ramsay
- The Grandmother de David Lynch + La Source de Ingmar Bergman
- Junk Head de Takahide Hori
- The Sadness de Rob Jabbaz
- Censor de Prano Bailey-Bond

### Carte Blanche àPierre Bordage
- Dark Crystal de Jim Henson et Frank Oz
- Model Shop de Jacques Demy
- Avoir vingt ans dans les Aurès de René Vautier
- Touche pas à la femme blanche ! de Marco Ferreri
- Scum de Alan Clarke

### Atsushi Yamatoya, l’épatant!
- Saison de trahison
- Une poupée gonflable dans le désert
- The pistol that sprouted hair
- Le piège de la luxure

### Trois chefs-d’œuvre deYuzo Kawashima
- Les femmes naissent deux fois
- La Bête élégante
- Le temple des oies sauvages

### Retour de flamme
- Le Fantôme du Moulin-Rouge de René Clair

### Documentaires
- Delia Derbyshire the Myths and the Legendary Tapes de Caroline Catz
- Other, Like Me de Dan Fox et Marcus Werner Hed
- Raw! Uncut! Video! de Alex Clausen et Ryan White
- Different Johns de Robert Carr

### Séances spéciales
- Balade meurtrière (Coming home in the dark) de James Ashcroft
- Come True de Anthony Scott Burns
- Riders of Justice de Anders Thomas Jensen
- Zaï Zaï Zaï Zaï de François Desagnat
- The Amusement Park de George A. Romero

### Fred Halsted Special
- He Sex Garage de Fred Halsted + Erotikus: A History of the Gay Movie de Tom DeSimone
- L.A. Plays Itself de Fred Halsted + Sextool de Fred Halsted

## Palmarès
- Grand Prix Nouveau Genre : The Innocents d'Eskil Vogt
- Prix du public : Mad God de Phil Tippett
- Prix du Jury Court Métrage : Sexy Furby de Nicole Daddona et Adam Wilder
- Prix du Public Court-Métrage : Friandise de Rémy Barbe